# Гремтаун (Меріленд)
Гремтаун (англ. Grahamtown) — переписна місцевість (CDP) в США, в окрузі Аллегені штату Меріленд. Населення — 368 осіб (2020).

## Географія
Гремтаун розташований за координатами 39°38′41″ пн. ш. 78°55′21″ зх. д. / 39.64472° пн. ш. 78.92250° зх. д. (39.644706, -78.922575).  За даними Бюро перепису населення США в 2010 році переписна місцевість мала площу 0,37 км², уся площа — суходіл. В 2017 році площа становила 0,40 км², уся площа — суходіл.

## Демографія
Згідно з переписом 2010 року, у переписній місцевості мешкали 364 особи в 167 домогосподарствах у складі 102 родин. Густота населення становила 972 особи/км².  Було 178 помешкань (475/км²).
Расовий склад населення:
| - 99,2 % — білих - 0,3 % — чорних або афроамериканців - 0,3 % — азіатів |

До двох чи більше рас належало 0,3 %. Частка іспаномовних становила 0,3 % від усіх жителів.
За віковим діапазоном населення розподілялося таким чином: 16,5 % — особи молодші 18 років, 58,2 % — особи у віці 18—64 років, 25,3 % — особи у віці 65 років та старші. Медіана віку мешканця становила 47,3 року. На 100 осіб жіночої статі у переписній місцевості припадало 89,6 чоловіків;  на 100 жінок у віці від 18 років та старших — 88,8 чоловіків також старших 18 років.
Середній дохід на одне домашнє господарство  становив 56 798 доларів США (медіана — 57 500), а середній дохід на одну сім'ю — 70 765 доларів (медіана — 61 840). За межею бідності перебувало 4,4 % осіб, у тому числі 0,0 % дітей у віці до 18 років та 0,0 % осіб у віці 65 років та старших.
Цивільне працевлаштоване населення становило 309 осіб. Основні галузі зайнятості: мистецтво, розваги та відпочинок — 41,1 %, науковці, спеціалісти, менеджери — 18,4 %, публічна адміністрація — 11,7 %, сільське господарство, лісництво, риболовля — 8,7 %.